# Hemidactylus bowringii
Espèce
Synonymes
- Doryura bowringii Gray, 1845
- Lacerta chinensis Osbeck, 1765
- Leiurus berdmorei Blyth, 1853
- Hemidactylus coctaei Günther, 1872

Hemidactylus bowringii est une espèce de geckos de la famille des Gekkonidae.

## Répartition
Cette espèce se rencontre dans l'archipel Nansei au Japon, à Taïwan, dans le sud de la Chine, au Viêt Nam, en Birmanie et en Inde.

## Étymologie
Cette espèce est nommée en l'honneur de John Charles Bowring (1820-1893).

## Publication originale
- Gray, 1845 : Catalogue of the specimens of lizards in the collection of the British Museum. p. 1-289 (texte intégral).